# Desoxyadenosinedifosfaat
Desoxyadenosinedifosfaat of dADP is een desoxyribonucleotide die is opgebouwd uit het nucleobase adenine, het monosacharide desoxyribose en twee fosfaatgroepen. Het kan worden gevormd door de hydrolyse van desoxyadenosinetrifosfaat (dATP). Deze structuur kan worden opgevat als zijnde afgeleid van adenosinetrifosfaat (ATP), de belangrijkste energiedragende molecule in biologische cellen.